# Hasan Karacadağ
Hasan Karacadag (n. 20 octombrie 1976, Şanlıurfa, Turcia) este un regizor de film, producător și scenarist turc.
Este una dintre cele 3.000 de persoane pentru care a fost emis un mandat de arestare din cauza postărilor pe Twitter legate de tentativa de lovitură de stat din Turcia din 2016, a fost reținut și a primit un mandat de arestare.
Karacadag a regizat mai mult de douăsprezece filme din 1999. Seria sa de filme Dabbe a devenit un idol (cult) clasic datorită distribuției sale pe Netflix.
El a fost regizorul care a introdus djinnii în cinematografia turcă. În 2016, a lansat filmul Magi, cu Michael Madsen și Stephen Baldwin, care este (în 2025) ultimul film al lui Karacadağ.

## Filmografie
| Ab   | Titlu                           | Rol                   | Note |
| ---- | ------------------------------- | --------------------- | ---- |
| 1999 | Hummadruz                       | Scenarist, producător |      |
| 2006 | D@bbe                           | Scenarist, producător |      |
| 2008 | Semum                           | Scenarist, producător |      |
| 2009 | D@bbe 2                         | Scenarist, producător |      |
| 2013 | Dabbe: Bir Cin Vakası           | Scenarist, producător |      |
| 2013 | El-Jinn                         | Scenarist, producător |      |
| 2014 | Dabbe: Blestemul djinnului      | Scenarist, producător |      |
| 2015 | Dabbe 6: Demonii sunt peste tot | Scenarist, producător |      |
| 2016 | Magi                            | Scenarist, producător |      |